# Arthur Koetz
Arthur Koetz (* 12. März 1896 in Obertiefenbach † 9. Dezember 1953 in Friedersdorf) war ein deutscher Lyriker und Sachbuchautor.

## Leben
Arthur Koetz wurde als Sohn des Polizeibeamten Ferdinand Theodor August Koetz und seiner Ehefrau Maria in der hessischen Gemeinde Obertiefenbach, die damals zum Oberlahnkreis gehörte, geboren und verbrachte in dem heute zur Gemeinde Beselich zählenden Ortsteil seine ersten Lebensjahre.
Koetz kam danach um die Jahrhundertwende als Kind mit den Eltern in den Ortsteil Wolzig in der Gemeinde Heidesee in Brandenburg, südöstlich von Berlin im Landkreis Dahme-Spreewald. Durch den Erwerb eines eigenen kleinen Gartens im Zuge der Parzellierung um die Stadt Berlin herum weckte der Vater sein Interesse an der Botanik. Pflanzen und Gärten wurden daraufhin sein Fachgebiet. Später pflegte Koetz einen regen Briefverkehr mit dem bekannten Blumenzüchter Karl Foerster. Während des Besuchs eines Gymnasiums in Charlottenburg meldete sich der Unterprimaner im Jahr 1914 als Kriegsfreiwilliger – wie auch sein Vater – und wurde im Ersten Weltkrieg bei Langemarck schwer verletzt und nach einem längeren Lazarett-Aufenthalt Mitte dieses Krieges aus dem Heer entlassen. Er holte die Abiturprüfungen nach und studierte zunächst vier Semester in den Fächern: Philosophie, Geschichte, Volkswirtschaft und Geographie. In einer akademischen Berufsberatung äußerte Koetz gegenüber dem anwesenden Professor, dass er eigentlich Gartengestalter bzw. Staudenzüchter oder Ähnliches werden wolle.
Aus diesem Berufswunsch wurde nichts und er entschloss sich, eine Doktorarbeit zu verfassen. Koetz wurde nach seiner mündlichen Prüfung am 28. Februar 1923 an der Universität Greifswald zum Dr. phil. promoviert. Seine Dissertation schrieb er zum Thema: Das Grabbeproblem in seiner zeitgeschichtlichen Bindung. Der Literaturhistoriker Paul Merker war Gutachter für die von Koetz der Philosophischen Fakultät unter dem Dekanat von Johannes Mewaldt eingereichte Inaugural-Dissertation.
Hauptberuflich arbeitete Koetz jahrelang als Syndikus in Berlin.
Er betätigte sich in seiner Freizeit als „Gartenfreund und Gartengenießer“ auf seinem Wochenend-Grundstück in Wolzig, als er seines „Vaters Gärtchen erbte“, etwa Anfang der 1930er Jahre.
Der Verlag Velhagen & Klasing publizierte im Jahr 1939 das Buch In meines Vaters Garten: Ein Gartenbuch von Gartenfreunden und Gartenweilern mit 90 Zeichnungen von Kurt Gundermann. Im Jahr 1948 erschien sein Band Passionen: Von einfachen Gärten, Menschen, Blumen und Dingen beim Verlag Siebeneicher in Berlin-Charlottenburg.
Bereits Ende der 1920er-Jahre hatte Arthur Koetz mit der Veröffentlichung von belletristischen Werken begonnen. Hauptamtlich war er als Geschäftsführer und danach als Syndikus in Berlin tätig. 1927 war sein Kinderbuch Engelchen und der kleine Satan: Eine sehr ernste Geschichte in 3 Abschnitten beim Verlag F. M. Gutewort in Dresden erschienen. Danach folgten die Lyrikbände Dennoch (Sonette) und Der Hochwald (Gedichte) zu Beginn der 1930er-Jahre. Zu den drei Bildwerken von Wilhelm Groß, Hiob, Kruzifix und Der Prophet verfasste er ein Gedicht, in dessen Überschrift er den Vor- und Familiennamen des Künstlers mit dessen Wohnort Oranienburg ausdrücklich nannte.
Dem „Preußenbuch“ von 1932 legte Koetz laut dem Vorwort „wahre Begebenheiten und eigene Erlebnisse zu Grunde“, wie sie sich seinerzeit als Kriegsfreiwilliger und Verwundeter während des Lazarettaufenthalts in der Heimat sowie bei der nachgeholten Reifeprüfung in Berlin (S. 35–46) und bei einem Gerichtsbesuch (S. 13–18) wie auch im Reichspatentamt in Berlin-Kreuzberg (S. 28–34) zugetragen hatten. Er erzählte in erster Linie Episoden „von kleinen preußischen Menschen des Alltags und Durchschnittslebens“ und ging dabei auf deren „besondere Geisteshaltung und Seelenverfassung“ (S. 11) ein.
Darüber hinaus wurden seine lyrischen Werke auch als Beiträge in Zeitungen und Zeitschriften veröffentlicht.
Seit Mai 1946 schrieb er Beiträge für die Tageszeitung Neue Zeit. Er begann mit der Besprechung eines Gedichtbändchens von Kurt Erich Meurer Gruß der Stunde, Neue Gedichte, erschienen im Verlag Herrm. Meister, Heidelberg 1946. Nach dem Besuch Berliner Ausstellungen über Ernst Barlach und Wilhelm Groß beurteilte er in der CDU-Zeitung die Künstler: „… beide aber sind voller Demut und der göttlichen Gnade gewiss“. Im August des ersten Nachkriegsjahres behandelte er das Leuchten der Sonnenblume und stellte eingangs die Fragen: „Hat das Volk je einer Blume einen so wahren, so klaren, so einfachen und so schönen Namen gegeben? Ist sie nicht ein Gleichnis wie das Einfachste zugleich das Großartigste sein kann? Wird sie nicht nur deshalb so oft übersehen, weil sie so häufig und fruchtbar, so bescheiden und nützlich ist?“ Den Lesern gab er abschließend auf den Weg: „Seid gegrüßt, ihr starken und derben, kindlichen und heiteren, unverwüstlichen und festen Gewächse der Erde, ihr funkelnden Ebenbilder der strahlenden Sonne, goldene Standarten der Tapferkeit, ihr frohen Wegweiser unverzagten Mutes, lachende Gefährten meiner Zuversicht – ihr, meine Sonnenblumen!“ Seine so genannte Pflanzenfabel Die Kornähre und der Kohlkopf veröffentlichte er 1947 in dieser CDU-Tageszeitung. Koetz nahm in seinen Zeitungsbeiträgen auch zu gesellschaftlichen Problemen in der DDR Stellung, beispielsweise 1953 zur Bürokratie und vermittelte die Erkenntnis: „Das Lebendigste an der Bürokratie sind die Witze des Volkes über sie. Die beste Bürokratie Ist — keine.“ In einem Abschiedswort der Kulturredaktion wurden die „mustergültigen Buchkritiken“ und „anrührenden Naturbilder“ von Koetz in Neue Zeit sowie „das unbestechliche Gewissen eines aufrechten Mannes“ und der „leidenschaftliche Ernst des seiner hohen Verpflichtung bewussten Schriftstellers“ gewürdigt.

### Ausgebombt in Berlin
Durch einen Bombenangriff auf Berlin am Ende des Zweiten Weltkrieges wurde Koetz mit seiner Familie um Wohnung und all seinen Besitz in Niederschönhausen gebracht. Ende der 1930er Jahre war der Syndikus von der Niederschönhausener Grabbeallee wegen der Vergrößerung seiner Familie durch die Geburt von Tochter Rose in eine „stille Gartenstraße“ – die damalige Viktoriastraße – umgezogen.
Vor allem bedauerte er den Verlust einer alten Bilderbibel aus seiner Bibliothek, die ein „Raub der Flammen“ geworden war. Das Gartenhaus in Wolzig wurde nun das neue Heim für ihn, seine Frau und die drei Kinder. „Mit den geflickten Reifen und Mänteln“ seines Rades fuhr er „tagtäglich“ vor allem zum Bahnhof Friedersdorf an der Bahnstrecke nach Berlin und dabei konnte er das Fahrrad nicht vor Pannen durch Glasscherben bewahren. An einem Passionssonntag nach Kriegsende fuhr er mit seinem Sohn Hartwig nach Berlin, um ihm die Heimatstadt zu zeigen, die nun größtenteils in Trümmern lag. In seinem Nachkriegsbuch Passionen beschrieb Koetz besonders die Ruine seiner alten Charlottenburger Schule, einem einst „mächtigen roten Ziegelbau“, von der „auf dem zertrümmerten Hintergebäude hoch über dem Dach die kleine Sternwarte“ den Krieg unbeschädigt überstanden hatte. In seinen „Passionen“ reflektierte Koetz nicht zuletzt über die sowjetischen Offiziere und Soldaten, die sich nach ihrem Einmarsch im Dorf Wolzig auf seinem Grundstück am Heideweg zeitweilig aufhielten, die er als Befreier begrüßte und denen er eine „Blume“ aus seinem „kleinen Garten“ zwischen „die Knöpfe des Uniformrockes“ steckte.

### Beherrscher der Berliner Mundart
Koetz beherrschte die Berliner Mundart, mit der er im Berliner Norden, Ortsteil Prenzlauer Berg, als Studierender in Berührung kam. Er hatte dort einen Nebenjob zur Finanzierung des Studiums in einer kleinen Fabrik gefunden und ein Zimmer bei einer Familie im „Gartenhaus“ gemietet, deren Wirtin der Heimatschriftsteller in seinen „Passionen“ ein literarisches Denkmal setzte. In wörtlicher Rede schrieb der Autor auf Berlinisch alltägliche Gespräche von Mitmietern im zweiten Hinterhof in diesem Buch unter der Überschrift „Heuduft im Hinterhaus“ nieder.

### Letzte Ruhestätte
Arthur Koetz verstarb 1953 im Alter von 57 Jahren in der Gemeinde Friedersdorf in Brandenburg und er wurde auf dem Friedhof in Wolzig beerdigt. In einem Zeitungsbeitrag zu seinem Gedächtnis hieß es: Seine Arbeit blieb nicht im Verborgenen wie die des Redakteurs; sie stand im Blickfeld der Öffentlichkeit, einer vielfach allzu lauten und gehetzten Öffentlichkeit, in die Koetz mit seinen Naturplaudereien, Geschichten, Gedichten und Aphorismen immer wieder hineinrief, zur Besinnung auf die Heilkräfte der Seele und der Natur mahnend, oder in der er mit seinen Buchkritiken für eine der Tradition verpflichtete gute deutsche Literatur stritt.

## Werke

### Einzelbände
- Engelchen und der kleine Satan: Eine sehr ernste Geschichte in 3 Abschnitten (Kinderbuch). Verlag F. M. Gutewort, Dresden, 1927; DNB 576258105
- Dennoch (Lyrik). W. Knapp, Halle (Saale), 1927; DNB 576258091
- Der Hochwald, (Lyrik). Metropol-Ges. E. Matthes & Co., Berlin, 1931; DNB 574396934
- Das kleine Preussenbuch (Sachbuch). Verlag Wolf Heyer, Berlin u. Leipzig, 1932, DNB 574396942; gewidmet dem zuvor gestorbenen Vater des Autors, Ferdinand Koetz, einem Kanzlei-Inspektor und Gerichts-Beamten aus Charlottenburg.[33]
- In meines Vaters Garten: Ein Gartenbuch von Gartenfreunden und Gartenweilern … (Sachbuch). Mit 90 Zeichnungen von Kurt Gundermann (1894–1979)[34] Velhagen & Klasing, Bielefeld / Leipzig, 1939; DNB 574396926
- In der Stunde der Entscheidung: Kampf- u. Streitgespräche an d. Front (Sachbuch). Truckenmüller, Stuttgart 1941; DNB 574396950
- Passionen: Von einfachen Gärten, Menschen, Blumen und Dingen (Sachbuch). Siebeneicher, Berlin-Charlottenburg, 1948; DNB 452507847. Dieses Buch erschien mit der Druckgenehmigung Nr. 8758 des Amerikanischen Nachrichtendienst-Kontrollamtes und wurde in der „Deutschen Zentraldruckerei Berlin“ im Südwesten der Viermächte-Stadt hergestellt. Koetz widmete es seiner Ehefrau Dorothea (Dora[35]), seinen drei Kindern: Christiane (Christa), Hartwig, Rosa und dem Lyriker Kurt Erich Meurer, dem Botaniker und Gartenbauwissenschaftler Robert Zander sowie einem weiteren „getreuen Nothelfer“ im übertragenen Sinne, namens Alfred Espig, einem Berliner Versicherungsinspektor.[36]
- Der Monat mit dem Kinderherzen. Berlin 1952[37]

### Herausgeber und Fachautor
- 25 Jahre Verband Deutscher Dachpappenfabrikanten [1901–1926], Halle an der Saale 1926[38]
 Als Koetz die Festschrift herausgab, war er Geschäftsführer dieses Verbandes[39] unter dem 1. Vorsitzenden Alexander Malchow (1862–1943).[40] Er arbeitete in mehreren Verbands-Ausschüssen mit: dem Normen-, Patent- und Zoll-Ausschuss sowie dem Ausschuss für Verdingungswesen und dem Arbeitgeber-Ausschuss.[41] Im Normen-Ausschuss hatte seinerzeit der Unternehmer und Schatzmeister des Verbandes Max Stein (1871–1952) den Vorsitz inne, während den Patent-Ausschuss August Wilhelm Andernach, den Zoll- sowie den Arbeitgeber-Ausschuss Alexander Malchow und den Ausschuss für das Verdingungswesen – die Vergabe von Arbeits- und Lieferungsaufträgen durch Ausschreibung, insbesondere durch die öffentliche Hand – der Zweigverbandsvorsitzende für Pommern und Grenzmark, Th. C. Müller, leitete.
- Entstehung, Gründung und Geschichte des Verbandes Deutscher Dachpappenfabrikanten [bis 1926].[42] Mit Hilfe seiner historischen sowie wirtschaftswissenschaftlichen Vorkenntnisse und als Zeitzeuge im Verband der deutschen Dachpappenfabrikanten verfasste er den geschichtlichen Beitrag zum 25-jährigen Jubiläum und veröffentlichte ihn 1926 in der Verbands-Festschrift. Zuvor hatte er auf der außerordentlichen Hauptversammlung des Verbandes am 22. November 1924 in Berlin in einem viel beachteten Vortrag die Ausfuhrschwierigkeiten der Dachpappenindustrie dargelegt, die durch die hohen Auslandszölle bedingt waren.[43]

### Zeitungs- und Zeitschriftenbeiträge (Auswahl)
- Schönheit der Mark mit seinem Gedicht Birke[44]
- Kleiner Knigge für Gartenfreunde[45]
- Die Pfütze (Kurzgeschichte über einen Spaziergang mit seinen Kindern Christa und Hartwig an einem nassen Herbsttag im Monat November)[46]
- „Aphorismen“; beispielsweise: „Es gibt Menschen, Unmenschen und Scheinmenschen. Die Reihenfolge der Aufzählung gibt mit Bedacht Wert, Unwert und Gefährlichkeit dieser Wesen wieder. Nur wenn sich die Gemeinwesen der Welt diese Erkenntnis zu eigen machten und verstanden, sie zu nützen, könnten sie jenen Gebrauch von ihrer teuer erkauften Freiheit machen, der sie instand setzte, die Idee Gottes und ihrer eigenen Vernunft von dem Menschen und der Menschlichkeit zu verwirklichen.“[47]

## Buchbesprechungen (Auswahl)
Koetz schrieb nach dem kriegsbedingten Verlust seiner Wohnung in Berlin und dem Umzug ins Wolziger Garten-Häuschen mehrere Buchbesprechungen, die in der Tageszeitung Neue Zeit veröffentlicht wurden:
- Kurt Erich Meurer: Gruß der Stunde. Neue Gedichte. Heidelberg 1946.[48][49]
- Paulus Hinz[50]: Der Naumburger Meister, Evangelische Verlagsanstalt. Berlin 1951.[51]

Anfang 1953 würdigte Koetz die „frische, phrasenlose, zupackende und spannende“ Schilderung der Geschichte eines Abiturienten in der frühen DDR im Erstlingswerk des damals 22-jährigen Autors
- Manfred Künne: Stein auf Stein.[53]

Zwei Tage vor seinem Tod schrieb er die Buchbesprechungen zu
- Elisabeth Schwarz: Unter Bäumen[54] und
- Gisela Prenzel: Kleine Forschungsreisende.[55][56]

### Korrespondenzen (Auswahl)
- Koetz korrespondierte mit dem Schriftsteller Hans Franck.[57] Nach der Veröffentlichung eines Aufsatzes jenes Schriftstellers zu Pfingsten 1951 in der Tageszeitung Neue Zeit unter der redaktionellen Überschrift „Das Amt des christlichen Dichters“ äußerte sich Koetz in einer Leserzuschrift aus seinem Wohnort Wolzig zu Francks Aufsatz, dass dieser „… die Grundlage für eine fruchtbare Diskussion zwischen christlichen und sozialistischen Dichtern“ wäre und auch zu solchen, die in keine von beiden Kategorien einzuordnen sind.[58]
- Am 21. April 1939 bedankte sich Koetz handschriftlich bei dem Botaniker Robert Zander für dessen Beratung und übereignete ihm zugleich ein Exemplar der Erstausgabe des von Velhagen & Klasing in Bielefeld gedruckten und veröffentlichten Titels In meines Vaters Garten …, „ein Sachbuch von Gartenfreunden und Gartenweilern, einem Apfelbaum sowie von Hans Hartpeter, dem Siedler, dem Kleinen und dem Großen G.G.B.[59] von Grenzmauern und guten Nachbarn, von der Zauberkraft der Kataloge und anderen und boshaften und gutmütigen Dingen nebst weiteren lang- und kurzweiligen Kapiteln und vielen Widersprüchen“.[60]
- Am 7. Februar 1940 schrieb er dem voraussichtlichen Herausgeber für die geplante Edition „Deutscher Geist in Handschriften deutscher Menschen“, dem Gefängnis-Pfarrer/Seelsorger Karl Kohl in Bernau am Chiemsee[61] (1889–1971).[62] Das Koetz’sche Gedicht Der Stein … sollte in diese Edition zusammen mit Gedichten anderer Autoren aufgenommen werden.